# محمد بشير زهدي
محمد بشير زهدي، (- 24 كانون الثاني 2020) عالم آثار وباحث سوري، كان أميناً رئيسياُ لمتحف دمشق الوطني على مدار 22 سنة حتى العام 2003.

## دراسته
تخرّج أساساً من كلية الحقوق في جامعة دمشق عام 1951 إلا أنه مالَ إلى خوض غمار البحث في مجال الآثار، متبعاً شغفه بهذا العالم ليصل إلى باريس ويدرس في جامعة السوربون علم الآثار، حيث حظي بشهادة الدبلوم من معهد اللوفر عام 1955 عن دراساته حول تاريخ الشرق القديم وعلم المتاحف.

### شهاداته
- إجازة في الحقوق من جامعة دمشق 1951.
- ليسانس في الآداب من جامعة السوربون باريس 1954.
- شهادة تاريخ الفن في العصور الوسطى.
- شهادة في تاريخ الفن الحديث علم الجمال وعلم الفن
- دبلوم من معهد اللوفر في باريس (تاريخ الشرق القديم، علم المتاحف، تاريخ الفن).

## وظائف شغلها
- عُيّن أمينا لمتحف الآثار الكلاسيكية بدمشق 1955-1981
- عُيّن أمينا رئيسيا للمتحف الوطني بدمشق 1981-2003.
- عَمل كأستاذ مُحاضر في جامعة دمشق.
- عَمل مُحاضر في الجامعة الخاصة للعلوم والفنون بحلب (تاريخ الفن-حضارات وأساطير) 2003-2005.
- عُيّن عضو لجنة التاريخ والآثار، ولجنة الفنون التشكيلية في المجلس الأعلى لرعاية الفنون والآداب والعلوم الاجتماعية بدمشق.

## أعماله

### مؤلفاته المطبوعة[3]
- الدليل المختصر للمتحف الوطني بدمشق – قسم آثار العهود اليونانية والرومانية والبيزنطية.
- معلولا المدينة الأثرية والسياحية النموذجية.
- الرصافة لؤلؤة بلاد الشام.
- كنيس دورا أوروبوس في المتحف الوطني بدمشق.
- المتاحف.
- الإمبراطور فيليب العربي.
- علم الجمال والنقد (فلسفة الجمال) مطبوعات جامعة دمشق كلية الفنون الجميلة.
- علم الجمال والنقد (علم الفن) مطبوعات جامعة دمشق كلية الفنون الجميلة.
- تاريخ الفن 1-2، مطبوعات الجامعة الخاصة للعلوم والفنون حلب.
- حضارات وأساطير، مطبوعات الجامعة الخاصة للعلوم والفنون حلب.
- الفن السوري في العصر الهلنستي والروماني، مطبوعات المجلس الأعلى للفنون والآداب والعلوم الاجتماعية بدمشق.
- دمشق وأهميتها العمرانية والمعمارية عبر العصور، مطبوعات جمعية أصدقاء دمشق.
- دمشق المدينة العربية المتجددة الشباب، مطبوعات دار الفرقد للنشر.
- حوران موطن الفعاليات الحضارية وأضخم المباني المعمارية، مطبوعات دار الهلال.
- دراسات في التاريخ والآثار والحِرف الدمشقية، مطبوعات دار الهلال.
- من ذكريات الجلاء، مطبوعات دار الهلال.
- الصناعات اليدوية السورية التقليدية، مطبوعات مديرية معرض دمشق الدولي.

### البحوث العلمية
- له أكثر من 150 بحثاً في مواضيع التاريخ والآثار والمتاحف والفن، علم النقود، الميثولوجيا، علم الجمال والثقافة وتاريخ الزجاج.
- له ثمانية بحوث عن تاريخ الزجاج وعلم المتاحف منشورة باللغة الفرنسية.
- قام بترجمة العديد من المقالات لمجلة الحوليات الأثرية.
- نُشرت له عدّة مقالات في كل من الحوليات الأثرية، مجلة المعرفة، بناة الأجيال والباحثون، ودراسات تاريخية عديدة.

## مشاركات
- شارك بأكثر من 15 مؤتمر وندوة علمية داخل وخارج سوريا.
- معرض لرسوماته الفنية، المركز الثقافي الفرنسي بدمشق.
- معرض لرسوماته الفنية، المركز الثقافي الاسباني بدمشق.
- الندوة الدولية «حلب وطريق الحرير»، حلب 1994.
- الندوة الدولية «تدمر وطريق الحرير»، تدمر 1996.
- الندوة الدولية «سورية الوسطى من البحر إلى البادية» بالتعاون مع المركز الوطني للبحث العلمي بفرنسا والصندوق الوطني البلجيكي للبحث العلمي، حماه.

## الأوسمة والجوائز التي نالها
- وسام الاستحقاق من الدرجة الأولى، الجمهورية العربية السورية.[4]
- وسام برتبة فارس "Chevalier" من الجمهورية الإيطالية.
- وسام برتبة ضابط "Officier" من الجمهورية الفرنسية.